# Exochoderes aurantiacus
Exochoderes aurantiacus är en insektsart som beskrevs av Bolívar, I. 1882. Exochoderes aurantiacus ingår i släktet Exochoderes och familjen gräshoppor. Inga underarter finns listade i Catalogue of Life.